# Finale UEFA Champions League 2015
De UEFA Champions Leaguefinale van het seizoen 2014/15 was de 23e finale in de geschiedenis van het toernooi. De wedstrijd werd gespeeld op 6 juni 2015 in het Olympiastadion in Berlijn. FC Barcelona versloeg Juventus met 3-1 en werd zo de eerste club die de treble voor de tweede keer wist te winnen. Andrés Iniesta werd na afloop verkozen tot man van de wedstrijd.

## Organisatie
Op 23 mei 2013 koos het UEFA Executive Committee het Olympiastadion in Berlijn als locatie voor de Champions Leaguefinale van 2015. Nooit eerder vond er een Europese bekerfinale plaats in Berlijn. In 2006 werd in het stadion de WK-finale tussen Italië en Frankrijk gespeeld.
In augustus 2014 werd de Duitser Karl-Heinz Riedle, oud-speler van onder meer Borussia Dortmund, Lazio en Liverpool, gekozen als ambassadeur van de finale. De gewezen spits won in 1997 de Champions League met Borussia Dortmund. In de finale scoorde hij twee doelpunten tegen Juventus.

## Voorgeschiedenis

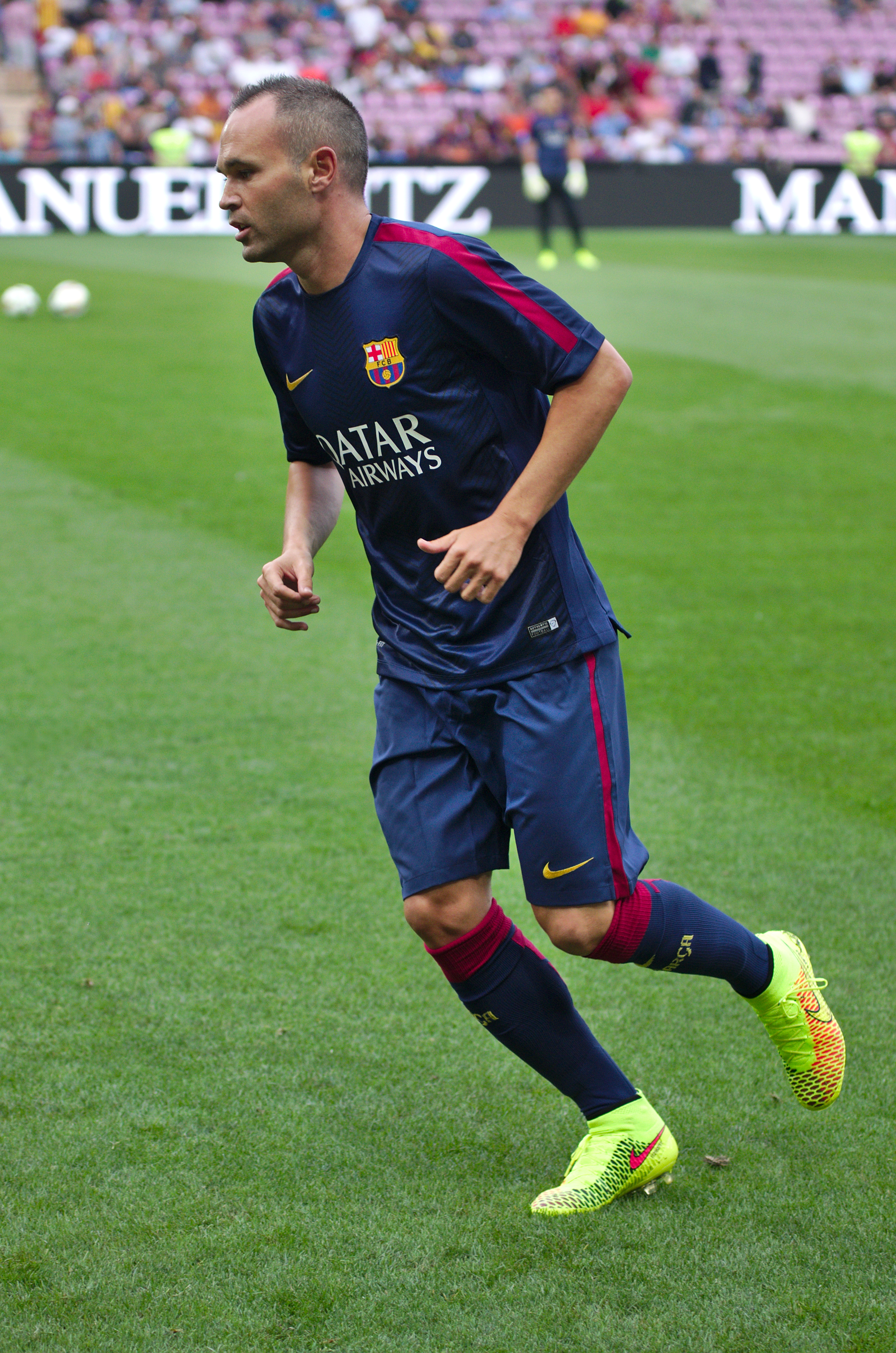
Andrés Iniesta won voor de vierde keer de Champions League.

Het was de eerste keer dat Juventus en FC Barcelona tegenover elkaar stonden in een Europese bekerfinale. Beide teams troffen elkaar in het verleden slechts vier keer. De eerste keer was in de Jaarbeursstedenbeker van het seizoen 1970/71. De Italianen wonnen toen zowel de heen- als terugwedstrijd met 2-1 en bereikten uiteindelijk zelfs de finale, waarin op basis van het aantal gescoorde uitdoelpunten verloren werd van Leeds United. In het seizoen 1985/86 nam Barcelona het in de kwartfinale van de Europacup I opnieuw op tegen Juventus. De Catalanen wonnen thuis met 1-0 en hadden in de terugwedstrijd genoeg aan een gelijkspel (1-1) om door te stoten. Barcelona bereikte uiteindelijk zelfs de finale, maar verloor daarin na strafschoppen van Steaua Boekarest. In 1990/91 speelden beide teams tegen elkaar in de halve finale van de Europacup II. Barcelona won thuis overtuigend met 3-1 en verloor in Turijn met 1-0. In de finale verloren de Spanjaarden van Manchester United. In het seizoen 2002/03 troffen de twee clubs elkaar in de kwartfinale van de Champions League. Barcelona-trainer Luis Enrique kwam toen als speler zowel in de heen- als terugwedstrijd in actie. Juventus had verlengingen nodig om Barcelona uit te schakelen. De Italiaanse club bereikte nadien ook de finale van het kampioenenbal, maar verloor na strafschoppen van AC Milan.
In de finale van de Champions League hadden al twee keer een Spaanse en een Italiaanse club het tegen elkaar opgenomen. In 1994 werd het Barcelona van trainer Johan Cruijff met 4-0 ingeblikt door AC Milan. Vier jaar later won Real Madrid met het kleinste verschil van Juventus. In de Europacup I viel het vier keer voor dat er een Spaanse en een Italiaanse club in de finale stonden. In 1957 en 1958 versloeg Real Madrid respectievelijk Fiorentina en AC Milan. In 1964 kende Madrid minder succes. Het verloor toen met 3-1 van Internazionale. Ook de laatste finale van de Europacup I was een Spaans-Italiaans onderonsje. In 1992 won Barcelona van Sampdoria dankzij een doelpunt van Ronald Koeman.
Juventus-trainer Massimiliano Allegri had als speler een bescheiden carrière bij uitsluitend Italiaanse clubs. Nooit bereikte hij een Europese bekerfinale. Ook als trainer bereikte hij nooit eerder een finale. Luis Enrique, trainer van Barcelona, had ondanks een spelerscarrière bij de Spaanse topclubs Real Madrid en Barcelona niet veel meer ervaring met Europese bekerfinales. In 1997 veroverde hij met Barcelona de Europacup II. In de finale wonnen de Catalanen toen met 1-0 van Paris Saint-Germain.
Midden jaren 90 bereikte Juventus drie keer op rij de finale van het kampioenenbal. Slechts één keer kon de Oude Dame ook winnen. In 1996 versloeg Juventus titelverdediger Ajax na strafschoppen. Achteraf werden de Italianen beschuldigd van dopinggebruik. In 2003 stond Juventus voor de laatste keer in de finale. De Oude Dame verloor toen na strafschoppen van Milan. Nadien verdween Juventus een poos van het Europese toneel. In 2006 degradeerde de club omwille van het Italiaans voetbalschandaal naar de Serie B.
In 1994 stond Barcelona voor het eerst in de finale van de Champions League. De Catalanen verloren toen met zware cijfers van Milan. Pas twaalf jaar later bereikte de club opnieuw de finale. Barcelona won onder leiding van trainer Frank Rijkaard met 2-1 van Arsenal. Andrés Iniesta en Xavi waren er toen als bankzitter bij. Drie jaar later won Barcelona in de finale opnieuw van een Engelse tegenstander. De Spaanse club won met 2-0 van Manchester United. Xavi, Iniesta, Gerard Piqué, Sergio Busquets en Lionel Messi startten toen in de basis, terwijl Pedro in de slotseconden mocht invallen. In 2011 troffen Manchester United en Barcelona elkaar opnieuw in de finale van het kampioenenbal. Barcelona won ook deze confrontatie. Acht van de spelers die toen in de basis startten, speelden in 2015 nog steeds voor Barcelona.

## Weg naar de finale

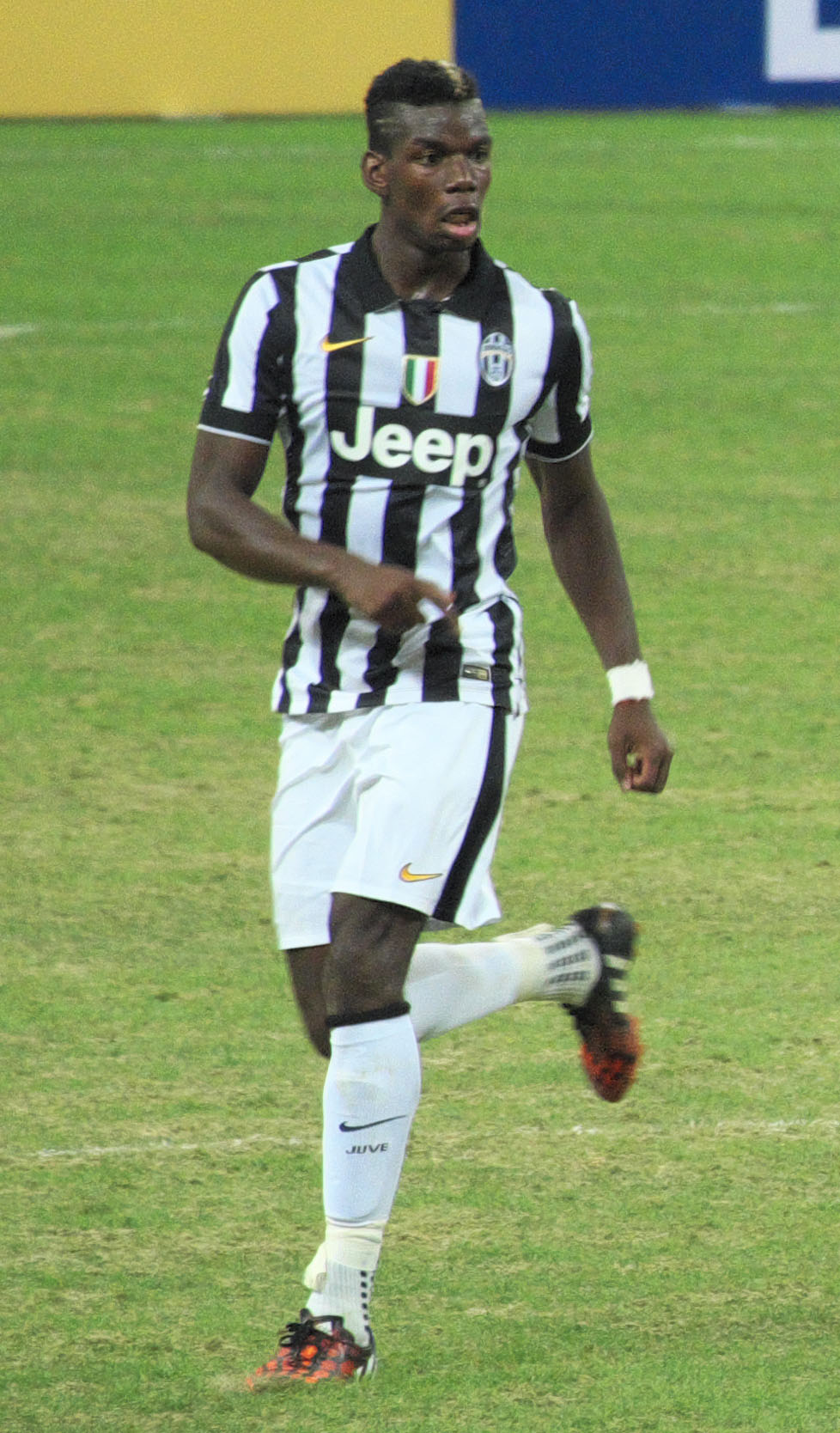
Paul Pogba scoorde in de belangrijke zege tegen Olympiakos.

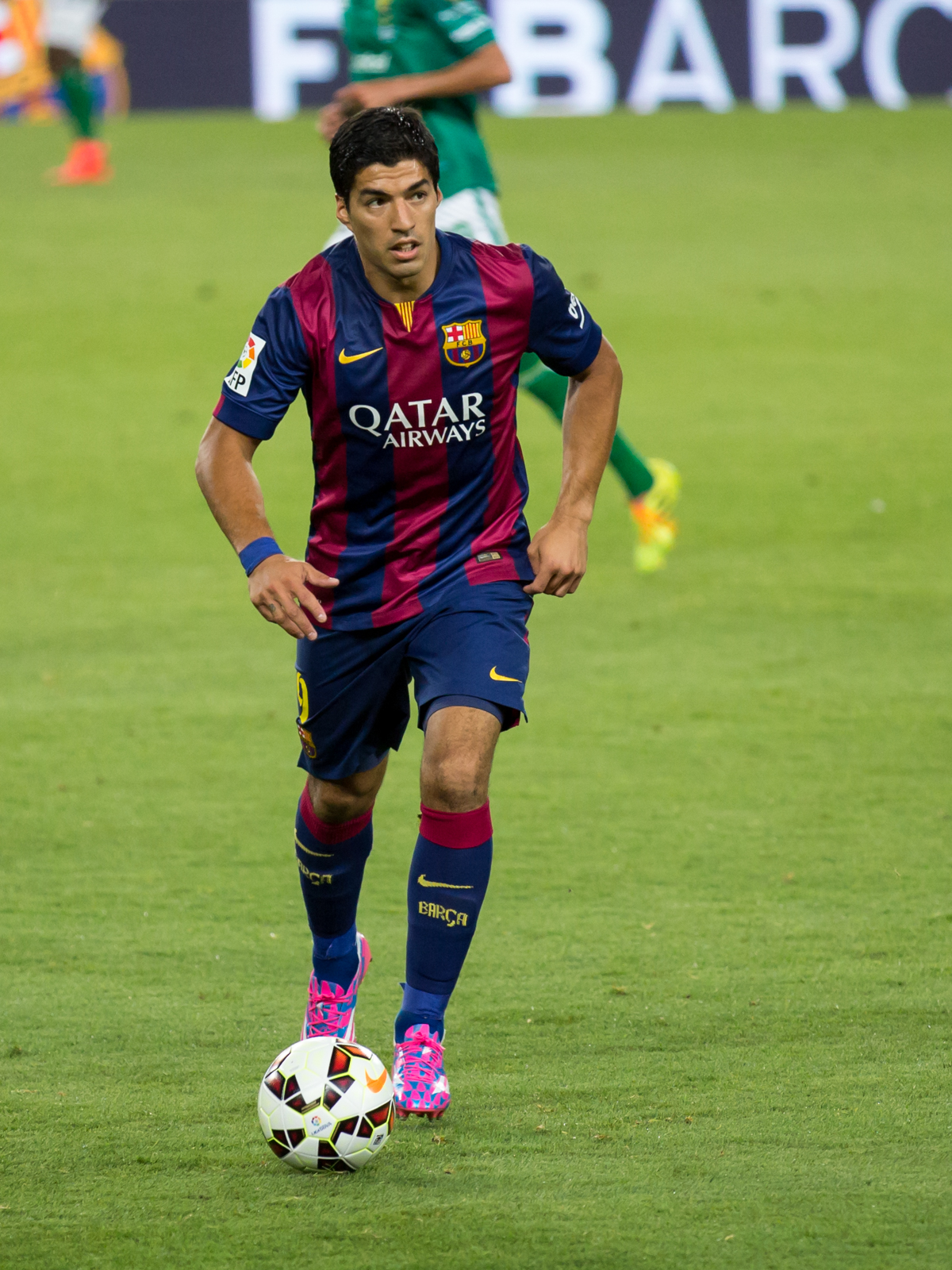
Luis Suárez scoorde op weg naar de finale zes keer in negen wedstrijden.

### Juventus
Juventus begon de groepsfase met een zege tegen Malmö. Spits Carlos Tévez klaarde de klus door in de tweede helft twee keer te scoren (2-0). Enkele weken later volgde de belangrijke confrontatie tegen Atlético Madrid, de verliezend finalist van 2014. Juventus verloor het potige duel, waarin acht gele kaarten werden getrokken, met 1-0 door een late treffer van Arda Turan. Nadien dreigde de Oude Dame in de problemen te komen. Juventus verloor op de derde speeldag verrassend van het Griekse Olympiakos. Pajtim Kasami scoorde na iets meer dan een half uur de enige treffer van de wedstrijd. Twee weken later kreeg het team van trainer Massimiliano Allegri een herkansing. Onder leiding van middenvelder Andrea Pirlo, die achteraf tot man van de wedstrijd verkozen werd, won Juventus voor eigen volk met 3-2. Pirlo opende de score, maar zag hoe Olympiakos vervolgens via Alberto Botía en Delvin N'Dinga op 1-2 kwam. In het laatste half uur zette Juventus de scheve situatie recht. Een kopbal van Fernando Llorente die via de Griekse doelman Roberto in doel verdween en een hard schot van Paul Pogba bezorgden Juventus alsnog de drie punten. Nadien volgde het tweede duel tegen Malmö. Ditmaal werd het 0-2 dankzij doelpunten van Llorente en Tévez. Juventus was ondanks de zege nog steeds niet zeker van een plaats in de volgende ronde. Maar een scoreloos gelijkspel in de laatste wedstrijd tegen Atlético klaarde de klus. Juventus werd tweede en mocht het daarom in de achtste finale opnemen tegen Borussia Dortmund. De Duitse club, die in de Bundesliga ondermaats presteerde, maar op het kampioenenbal wel groepswinnaar was geworden, kon in de heenwedstrijd in Turijn de schade beperken. Juventus won met 2-1 en dus moest het team van Allegri in de terugwedstrijd op zijn hoede zijn. Maar Juventus won overtuigend en blikte Dortmund met 0-3 in dankzij twee treffers van Tévez en een doelpunt van Álvaro Morata. In de kwartfinale schakelde de Oude Dame revelatie AS Monaco uit. De Monegasken, die eerder verrassend Arsenal uit het toernooi hadden gewipt, verloren in Turijn met 1-0 na een twijfelachtige strafschop die door Arturo Vidal werd omgezet. In de terugwedstrijd had Juventus voldoende aan een scoreloos gelijkspel om door te stoten. In de halve finale troffen de Italianen titelverdediger Real Madrid. Morata, die in de zomer van 2014 Real had ingeruild voor Juventus, opende na negen minuten de score. Cristiano Ronaldo zorgde na iets minder dan een half uur voor de gelijkmaker, maar het was Juventus dat uiteindelijk met de zege aan de haal ging. Tévez stormde op het Madrileense doel af, maar werd in het strafschopgebied foutief afgestopt door Daniel Carvajal. De daaropvolgende strafschop werd door de Argentijnse spits zelf omgezet (2-1). In Madrid had Juventus voldoende aan een gelijkspel (1-1). Real kwam via een strafschopdoelpunt van Ronaldo op voorsprong, maar in de tweede helft bracht Morata de score opnieuw in evenwicht.

### FC Barcelona
FC Barcelona begon aan de Europese campagne zonder Luis Suárez, die een schorsing van vier maanden uitzat. De Spaanse topclub ging van start met een nipte zege tegen het bescheiden APOEL Nicosia en verloor vervolgens met 3-2 van Paris Saint-Germain, de grootste concurrent om groepswinst. Nadien volgden twee confrontaties tegen Ajax. In zowel Barcelona als Amsterdam won het team van trainer Luis Enrique met twee doelpunten verschil (3-1, 0-2). Ook in de lastige uitwedstrijd tegen APOEL Nicosia kende Barcelona geen problemen. Ondanks de uitsluiting van Rafinha werd het 0-4. Lionel Messi was de uitblinker met zijn hattrick. Op de laatste speeldag streed Barcelona voor eigen volk om groepswinst. De Catalanen kwamen al na een kwartier achter tegen PSG, maar wonnen uiteindelijk overtuigend met 3-1. Voor het eerst in de Champions League scoorden aanvallers Messi, Suárez en Neymar elk een doelpunt. Net als een jaar eerder mocht Barcelona het daarna in de achtste finale opnemen tegen Manchester City. De Engelsen konden geen vuist maken tegen de Spanjaarden. Ondanks een gemiste strafschop van Messi won Barcelona zonder veel moeite met 1-2. In de terugwedstrijd had het elftal van Luis Enrique voldoende aan een doelpunt van de Kroatische middenvelder Ivan Rakitić (1-0) om de zege veilig te stellen. In de kwartfinale trof Barcelona opnieuw PSG. In tegenstelling tot de groepsfase won Barcelona ditmaal zowel de heen- als terugwedstrijd. In Parijs won Barcelona met 1-3. Suárez was de uitblinker met twee doelpunten. Een week later toonde Neymar zich de efficiëntste speler. Met eveneens twee treffers bezorgde hij zijn team de zege (2-0). In de halve finale stond Barcelona tegenover het Bayern München van gewezen Barcelona-coach Josep Guardiola. Het duel was een heruitgave van de halve finale van het seizoen 2012/13, toen Bayern twee keer met ruime cijfers had gewonnen. Ditmaal trok het team van Luis Enrique, de voormalige assistent van Guardiola, aan het langste eind. In de heenwedstrijd in Camp Nou bleef het lang 0-0. Pas in het slot sloeg Barcelona toe. Messi werd de held van de avond met twee doelpunten en een assist (3-0). De overbodige terugwedstrijd in München werd met 3-2 gewonnen door Bayern.

## Wedstrijd

### Wedstrijdverslag

#### Eerste helft
Barcelona begon aarzelend aan de wedstrijd. Op de natte grasmat van het Olympiastadion gaf verdediger Javier Mascherano al snel een hoekschop weg. Nadien namen de Spanjaarden de wedstrijd in handen. Neymar tikte de bal in het strafschopgebied door naar aanvoerder Andrés Iniesta, die het leer op zijn beurt opzij tikte naar Ivan Rakitić. De Kroatische middenvelder aarzelde niet en trapte de bal van dichtbij voorbij doelman Gianluigi Buffon: 0-1. Ook na de openingstreffer werd Juventus op zijn eigen helft teruggedrongen en eiste Barcelona het balbezit op. Arturo Vidal probeerde het spel van de Spanjaarden te ontregelen via enkele gemene tussenkomsten. Het leverde hem na tien minuten de eerste gele kaart van de finale op. Niet veel later was Daniel Alves dicht bij een doelpunt. De Braziliaanse verdediger trapte het leer richting het Italiaanse doel, maar Buffon kon met een uitstekende reflex een tweede treffer voorkomen. Nadien probeerde Juventus enkele aanvallen op te zetten. Na 25 minuten probeerde Álvaro Morata de bal richting de verste paal te krullen, maar zijn schot ging ruim naast. Zo'n tien minuten later werd Paul Pogba aan de rand van het strafschopgebied ten val gebracht. De Turkse scheidsrechter Cüneyt Çakır oordeelde dat het geen overtreding was. In de slotseconden ging Buffon nog even in de fout. De doelman verdedigde slordig uit en speelde de bal per ongeluk naar Neymar, wiens voorzet vervolgens niet tot bij Luis Suárez geraakte.

#### Tweede helft
In de tweede helft leek Barcelona de situatie onder controle te hebben. Lionel Messi zette na iets meer dan 50 minuten een dubbele één-twee op met ploeggenoten Neymar en Suárez, maar zijn schot vloog over het doel van Buffon. Enkele minuten later sloeg Juventus genadeloos toe. De Zwitserse verdediger Stephan Lichtsteiner zette zich door op de rechterflank en bereikte met zijn voorzet Carlos Tévez, die zich knap vrij draaide en op doelman Marc-André ter Stegen besloot. In de rebound trapte Morata het leer in doel: 1-1. Juventus leek de wedstrijd na de gelijkmaker naar zich toe te trekken. Tévez kreeg na een uur spelen opnieuw een schietkans, maar trapte ditmaal hoog over. Na 67 minuten kon zijn landgenoot Messi nog eens op doel schieten. Het schot van de Argentijn werd door Buffon in de voeten van Suárez geduwd, die het geschenk aannam en Barcelona opnieuw een voorsprong bezorgde: 1-2. Zo'n vijf minuten later leek Barcelona de genadeslag uit te delen. Neymar dook op in het strafschopgebied en kopte een voorzet voorbij Buffon in doel. Op aanraden van zijn assistent keurde Çakır het doelpunt terecht af wegens hands. Nadien grepen beide trainers een eerste keer in. Massimiliano Allegri haalde Vidal naar de kant en liet Roberto Pereyra invallen. Zijn collega Luis Enrique wisselde aanvoerder Andrés Iniesta voor Xavi. Juventus bleef ook in de slotminuten op zoek gaan naar een nieuwe gelijkmaker, maar kon geen grote kansen meer afdwingen. Barcelona bleef vooral op de tegenaanval gevaarlijk. Met nog iets minder dan tien minuten te spelen dook Gerard Piqué op voor het doel van Juventus, maar de verdediger trapte het leer wild over. Allegri probeerde het tij nog te keren door met Fernando Llorente en Kingsley Coman nog twee frisse krachten in te brengen, terwijl Luis Enrique in de toegevoegde tijd Jérémy Mathieu en Pedro liet invallen. In de slotseconden van de wedstrijd kon Neymar dan toch eens scoren. Messi lanceerde vanuit het middenveld Pedro, Neymar en Piqué. De aanvallers Pedro en Neymar zette vervolgens een één-twee op, die door Neymar werd afgerond met schuiver: 1-3. Door het doelpunt werd hij samen met Messi en Cristiano Ronaldo topschutter van het toernooi. Na afloop werd Andrés Iniesta verkozen tot man van de wedstrijd.

### Bijzonderheden
Na 17 minuten en 14 seconden speeltijd betoogden de supporters van FC Barcelona middels zang en 10 duizend estelades voor een onafhankelijk Catalonië. Het gekozen moment verwees naar 1714, het jaar dat Catalonië haar onafhankelijkheid verloor aan Spanje. De finale werd aangegrepen om de gespannen politieke situatie tussen de Catalanen en de Spaanse regering wereldwijd onder de aandacht te brengen. Al sinds de Spaanse onderdrukking geldt de volksclub FC Barcelona voor de Catalaanse bevolking als een symbool van de Catalaanse identiteit. Na deze korte actie gingen de supporters van Barça weer verder met het aanmoedigen van hun club.
Naar aanleiding van deze supportersactie startte de ethische commissie van de UEFA een onderzoek. 
Wegens het zwaaien met Catalaanse vlaggen werd FC Barcelona op 23 juli door de UEFA schuldig bevonden aan het overtreden van artikel 16.2 van de disciplinaire regels en veroordeeld tot een boete van 30.000 euro. De voorzitter van FC Barcelona, Josep Maria Bartomeu, reageerde ontevreden en gaf aan de zijde te kiezen van de supporters van de Catalaanse volksclub en daarom binnen de club geen interne maatregelen te nemen.

### Wedstrijddetails
|                           |            |         |                                    |                                                                                     |
| 6 juni 2015 20:45 (UTC+2) | Juventus   | 1 – 3   | FC Barcelona                       | Olympiastadion, Berlijn Toeschouwers: 70.442 Scheidsrechter: Cüneyt Çakır (Turkije) |
| 6 juni 2015 20:45 (UTC+2) | Morata 55' | Verslag | 4' Rakitić 68' Suárez 90+7' Neymar | Olympiastadion, Berlijn Toeschouwers: 70.442 Scheidsrechter: Cüneyt Çakır (Turkije) |

| Juventus | Barcelona |

| Juventus:            |    |                      |         |
|                      |    |                      |         |
| GK                   | 1  | Gianluigi Buffon     |         |
| RB                   | 26 | Stephan Lichtsteiner |         |
| CB                   | 15 | Andrea Barzagli      |         |
| CB                   | 19 | Leonardo Bonucci     |         |
| LB                   | 33 | Patrice Evra         | 89'     |
| RM                   | 8  | Claudio Marchisio    |         |
| DM                   | 21 | Andrea Pirlo         |         |
| LM                   | 6  | Paul Pogba           | 41'     |
| AM                   | 23 | Arturo Vidal         | 11' 79' |
| CF                   | 9  | Álvaro Morata        | 85'     |
| CF                   | 10 | Carlos Tévez         |         |
| Wisselspelers:       |    |                      |         |
| DF                   | 5  | Angelo Ogbonna       |         |
| MF                   | 11 | Kingsley Coman       | 89'     |
| FW                   | 14 | Fernando Llorente    | 85'     |
| MF                   | 20 | Simone Padoin        |         |
| MF                   | 27 | Stefano Sturaro      |         |
| GK                   | 30 | Marco Storari        |         |
| MF                   | 37 | Roberto Pereyra      | 79'     |
| Coach:               |    |                      |         |
| Massimiliano Allegri |    |                      |         |

| FC Barcelona:  |    |                       |           |
|                |    |                       |           |
| GK             | 1  | Marc-André ter Stegen |           |
| RB             | 22 | Daniel Alves          |           |
| CB             | 3  | Gerard Piqué          |           |
| CB             | 14 | Javier Mascherano     |           |
| LB             | 18 | Jordi Alba            |           |
| DM             | 5  | Sergio Busquets       |           |
| CM             | 4  | Ivan Rakitić          | 90+1'     |
| CM             | 8  | Andrés Iniesta        | 78'       |
| RW             | 10 | Lionel Messi          |           |
| CF             | 9  | Luis Suárez           | 70' 90+6' |
| LW             | 11 | Neymar                |           |
| Wisselspelers: |    |                       |           |
| MF             | 6  | Xavi                  | 78'       |
| FW             | 7  | Pedro                 | 90+6'     |
| MF             | 12 | Rafinha               |           |
| GK             | 13 | Claudio Bravo         |           |
| DF             | 15 | Marc Bartra           |           |
| DF             | 21 | Adriano               |           |
| DF             | 24 | Jérémy Mathieu        | 90+1'     |
| Coach:         |    |                       |           |
| Luis Enrique   |    |                       |           |